# NGC 6464
NGC 6464 este o galaxie spirală situată în constelația Dragonul. A fost descoperită în 18 septembrie 1884 de către Lewis A. Swift.